# Dolina Bielawy
Dolina Bielawy (kod PLH320053) – specjalny obszar ochrony siedlisk sieci Natura 2000, zlokalizowany na terenie województwa zachodniopomorskiego. Obszar obejmuje powierzchnię 614,75 ha
Teren wyznaczony został w celu długotrwałego zabezpieczenia naturalnych siedlisk życia.

## Siedliska pod ochroną
- nizinne i podgórskie rzeki ze zbiorowiskami włosieniczników (Ranunculion fluitantis)
- niżowe i górskie świeże łąki użytkowane ekstensywnie (Arrhenatherion elatioris)
- górskie i nizinne torfowiska zasadowe o charakterze młak, turzycowisk i mechowisk
- kwaśne buczyny (Luzulo-Fagetum)
- grąd subatlantycki (Stellario-Carpinetum)
- kwaśne dąbrowy (Quercion robori-petraeae)
- łęgi wierzbowe, topolowe, olszowe i jesionowe (Salicetum albo-fragilis, Populetum albae, Alnenion glutinoso-incanae) i olsy źródliskowe